# Eodorcadion argaloides
Eodorcadion argaloides là một loài bọ cánh cứng trong họ Cerambycidae.